# Maria Augusta von Thurn und Taxis
Maria Augusta av Thurn och Taxis, född 1706, död 1756, var genom äkenskap hertiginna av Württemberg. 

## Biografi
Hon var dotter till furst Anselm Franz av Thurn och Taxis och Maria Ludovika Anna Franziska av Lobkowicz. Gift 1727 med hertig Karl Alexander av Württemberg. Hon var Württembergs regent under sin son Karl Eugen av Württembergs omyndighet från 1737 till 1744.
Hon ansågs vacker, slösaktig, makthungrig och nyckfull och tyckte om att leva i stor stil. I april 1740 förvisades hon av rådet till Bryssel under fem månader på grund av rykten om att hon blivit gravid med sin älskare, en officer. Hon förhindrade en allians med Preussen och övervakade sina söners uppfostran och karriärer. Hon utövade en del inflytande över sonen även sedan han blivit myndig.